# Jingji guancha bao
Le Jīngjì guānchá bào (经济观察报, l'observateur économique) est un hebdomadaire économique chinois.